# Famille Calergi
 (mai 2015).
La famille Calergi est une famille patricienne éteinte de Venise, d'origine grecque, provenant du royaume de Candie.

## Historique

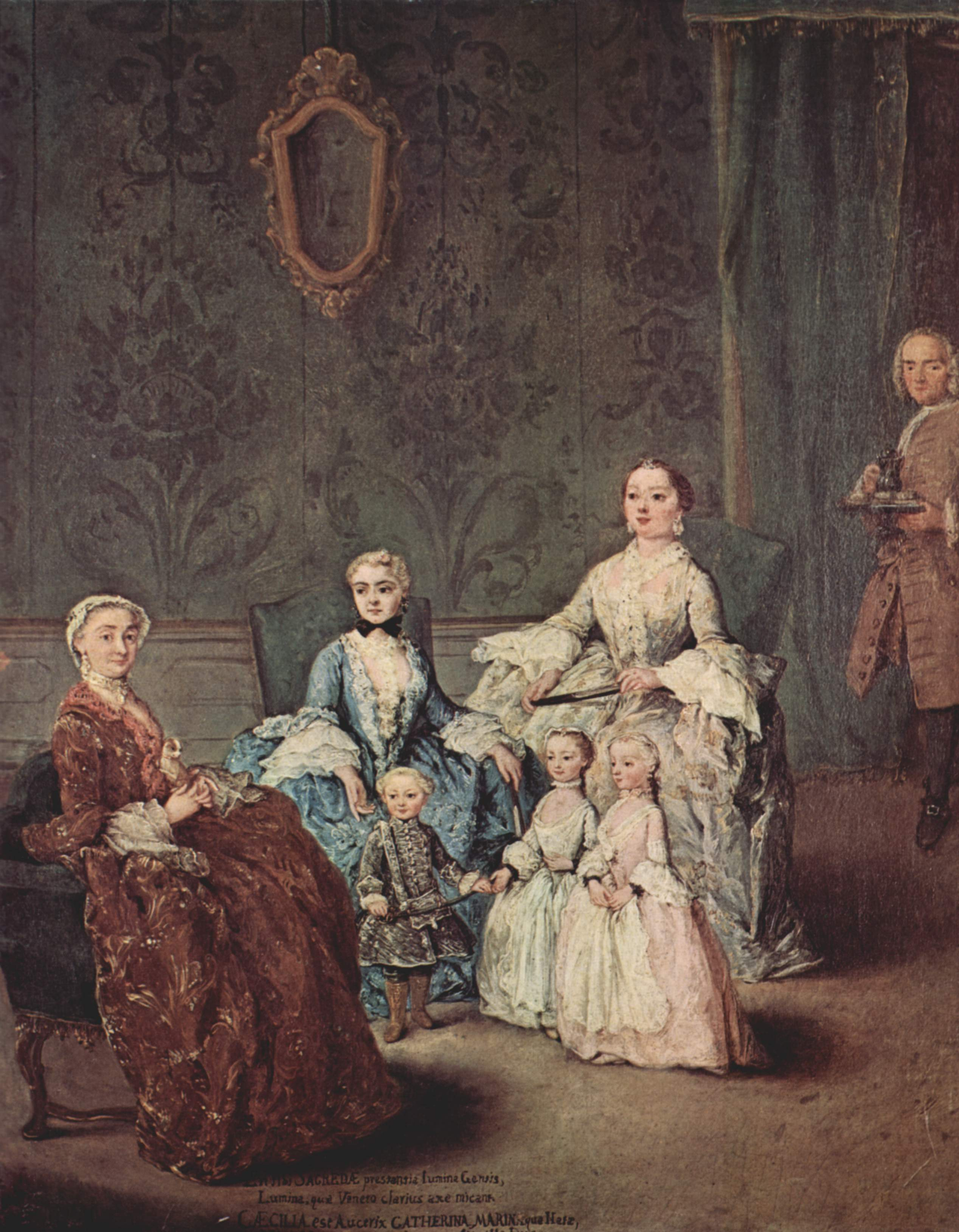
À gauche, Cecilia Grimani Calergi épouse Sagredo, tableau de Pietro Longhi.

La famille Calergi est d'origine grecque. Elle vient du royaume de Candie[réf. nécessaire].
Elle s'agrége par George Calergi à la noblesse de Venise en 1381, parce qu'il a informé le Sénat d'une trahison anti-vénitienne en Candie.[réf. nécessaire]
Une branche de la famille Grimani associe son nom au sien par voie de mariage.
La famille s'éteint en 1668 avec Marco Calergi.

## Armes

Armes des Calergi

Les armes des Calergi se composent de quatre bandes d'azur et d'argent, chargées d'un ovale d'argent dans lequel est un aigle de sable à deux têtes ; entre lesquelles nait une croix d'or.